# Жюмо, Люк
Люк Жюмо (англ. Luke Jumeau; род. 12 февраля 1988, Гамильтон) — новозеландский боец смешанного стиля, представитель полусредней весовой категории. Выступает на профессиональном уровне с 2008 года, известен прежде всего по участию в турнирах бойцовской организации UFC.

## Биография
Люк Жюмо родился 12 февраля 1988 года в Гамильтоне, Новая Зеландия. Воспитывался матерью-одиночкой, в детстве часто дрался и ввязывался в неприятности.
В течение 10 лет практиковал тхэквондо, получив в этой дисциплине чёрный пояс, и бокс, после чего перешёл в ММА. Прежде чем начать зарабатывать в боях, подрабатывал автомехаником.

### Начало профессиональной карьеры
Дебютировал в смешанных единоборствах на профессиональном уровне в октябре 2008 года, дрался в небольших промоушенах преимущественно на территории Азии и Океании.
В августе 2013 года боролся за титул чемпиона Legend Fighting Championship в полусредней весовой категории, но уступил сдачей китайцу Ли Цзинляну, попавшись в третьем раунде в «гильотину». Также в этом году принял участие в турнире-восьмёрке Australian Fighting Championship, но уже на стадии четвертьфиналов потерпел поражение от Джейка Мэттьюса.
Впоследствии сделал серию из шести побед подряд, в том числе взял верх над достаточно известным бойцом Виком Груичем.

### Ultimate Fighting Championship
Имея в послужном списке 11 побед и только 3 поражения, Жюмо привлёк к себе внимание крупнейшей бойцовской организации мира Ultimate Fighting Championship и в 2017 году подписал с ней долгосрочный контракт. В дебютном поединке в октагоне UFC единогласным решением судей выиграл у Доминика Стила.
В сентябре 2017 года встретился с японцем Синсё Андзаи и уступил ему единогласным решением в трёх раундах.
В феврале 2018 года отметился победой единогласным решением над представителем Японии Даити Абэ.
В октябре 2019 года раздельным судейским решением проиграл бразильцу Диегу Лиме.

## Статистика в профессиональном ММА
| Боёв 18  | Побед 13 | Поражений 5 |
| -------- | -------- | ----------- |
| Нокаутом | 5        | 0           |
| Сдачей   | 4        | 2           |
| Решением | 4        | 3           |

| Результат | Рекорд | Соперник               | Способ                 | Турнир                                 | Дата             | Раунд | Время | Место                     | Примечание                                          |
| --------- | ------ | ---------------------- | ---------------------- | -------------------------------------- | ---------------- | ----- | ----- | ------------------------- | --------------------------------------------------- |
| Поражение | 13-5   | Диегу Лима             | Раздельное решение     | UFC 243                                | 6 октября 2019   | 3     | 5:00  | Мельбурн, Австралия       |                                                     |
| Победа    | 13-4   | Даити Абэ              | Единогласное решение   | UFC 221                                | 11 февраля 2018  | 3     | 5:00  | Перт, Австралия           |                                                     |
| Поражение | 12-4   | Синсё Андзаи           | Единогласное решение   | UFC Fight Night: Saint Preux vs. Okami | 23 сентября 2017 | 3     | 5:00  | Сайтама, Япония           |                                                     |
| Победа    | 12-3   | Доминик Стил           | Единогласное решение   | UFC Fight Night: Lewis vs. Hunt        | 10 июня 2017     | 3     | 5:00  | Окленд, Новая Зеландия    |                                                     |
| Победа    | 11-3   | Вик Груич              | TKO (удары руками)     | Sledgehammer Promotions: Legend MMA 1  | 28 января 2017   | 2     | 1:32  | Голд-Кост, Австралия      |                                                     |
| Победа    | 10-3   | Аскар Можаров          | Сдача (гильотина)      | Rebel FC 4                             | 25 июня 2016     | 1     | 1:47  | Циндао, Китай             |                                                     |
| Победа    | 9-3    | Дэмиен Фрейзер         | TKO (удары локтями)    | Xtreme Fighting Championship 26        | 20 февраля 2016  | 1     | 2:40  | Брисбен, Австралия        |                                                     |
| Победа    | 8-3    | Ясуаки Миура           | TKO (удары руками)     | PRO FC 10                              | 9 мая 2015       | 1     | 1:36  | Тайбэй, Тайвань           |                                                     |
| Победа    | 7-3    | Мохаммад Мансури Давар | Сдача (удушение сзади) | Global Fighting Championship 4         | 16 октября 2014  | 2     | 2:07  | Дубай, ОАЭ                |                                                     |
| Победа    | 6-3    | Хоссейн Молламахди     | KO (удар рукой)        | Global Fighting Championship 3         | 29 мая 2014      | 1     | N/A   | Дубай, ОАЭ                |                                                     |
| Поражение | 5-3    | Джейк Мэттьюс          | Сдача (удушение сзади) | Australian Fighting Championship 59    | 10 мая 2013      | 2     | 1:14  | Мельбурн, Австралия       | Четвертьфинал турнира AFC в полусреднем весе.       |
| Поражение | 5-2    | Ли Цзинлян             | Сдача (гильотина)      | Legend Fighting Championship 11        | 27 августа 2013  | 3     | 3:38  | Куала-Лумпур, Малайзия    | Бой за титул чемпиона Legend FC в полусреднем весе. |
| Победа    | 5-1    | Алекс Ниу              | Единогласное решение   | Legend Fighting Championship 10        | 24 августа 2012  | 3     | 5:00  | Гонконг, Китай            |                                                     |
| Поражение | 4-1    | Жак Марстерс           | N/A                    | Supremacy Fighting Championship 9      | 4 марта 2012     | N/A   | N/A   | Окленд, Новая Зеландия    |                                                     |
| Победа    | 4-0    | Дэвид Джонсон          | Раздельное решение     | Fight Night                            | 25 июня 2011     | 3     | 5:00  | Мельбурн, Австралия       |                                                     |
| Победа    | 3-0    | Роман Хант             | Сдача (треугольник)    | Supremacy Cage Fighting 7              | 27 ноября 2010   | 2     | 0:00  | Окленд, Новая Зеландия    |                                                     |
| Победа    | 2-0    | Пит Парата             | KO (удар рукой)        | ICNZ 10                                | 1 мая 2010       | 2     | 0:57  | Окленд, Новая Зеландия    |                                                     |
| Победа    | 1-0    | Джейми Тун             | Сдача (гильотина)      | Fight Night 3                          | 8 октября 2008   | 2     | 0:37  | Гамильтон, Новая Зеландия |                                                     |